# Eisenbahnunfall von Norwalk

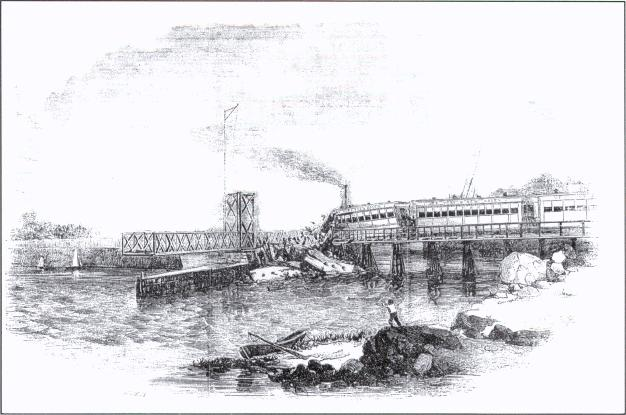
Zeitgenössische Darstellung der Unfallfolgen

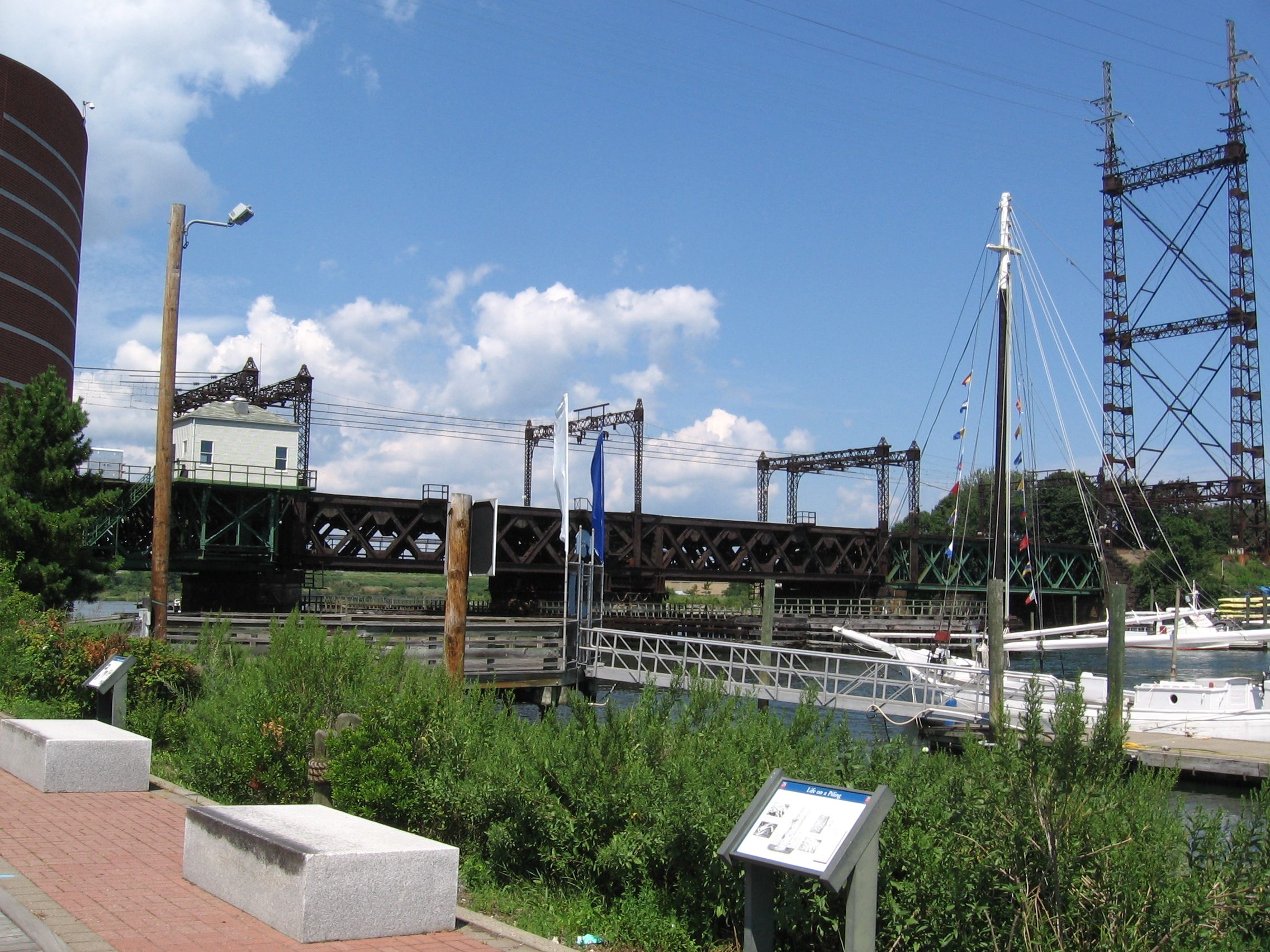
Die Eisenbahnbrücke über den Norwalk River heute

Beim Eisenbahnunfall von Norwalk stürzte am 6. Mai 1853 ein Zug aufgrund einer für den Schiffsverkehr geöffneten Drehbrücke beim Bahnhof von Norwalk in den Norwalk River. 48 Menschen starben, 8 wurden vermisst, 30 verletzt. Der Unfall war der erste größere in den USA, bei dem eine Brücke eine Rolle spielte.

## Technischer Rahmen
Die Eisenbahnstrecke der New York and New Haven Railroad von New York nach Boston kreuzt in Norwalk den Norwalk River mit einer Drehbrücke – heute die einzige auf der Strecke verbliebene. Die Anfahrt zur Brücke von New York aus befand sich in einer stark gekrümmten Kurve. Die Befahrbarkeit der Brücke wurde dem Lokpersonal über ein Signal angezeigt.

## Verlauf
Der Schnellzug hatte um 8 Uhr morgens New York mit 200 Fahrgästen in Richtung Boston verlassen und näherte sich mit ca. 75 km/h dem Bahnhof Norwalk. Er bestand aus zwei Gepäck- und 5 Reisezugwagen. Der Lokomotivführer befuhr die Strecke erst zum dritten Mal. Als er sich der Brücke näherte, versäumte er, auf das Signal zu achten, das „Halt“ gebot. Erst etwa 130 m vor der Brücke bemerkte er, dass diese für den Schiffsverkehr offen stand und für den Eisenbahnverkehr gesperrt war. Die Brücke war für die Passage des Dampfschiffs Pacific geöffnet worden, das soeben durchgefahren war. Der Lokführer leitete eine Notbremsung ein, ließ die Maschine rückwärts arbeiten und sprang dann – ebenso wie der Heizer – ab. Beide wurden nicht ernsthaft verletzt. Das Bremsen reichte aber nicht aus, um den Zug noch zum Stillstand zu bringen. 
Die Lokomotive schoss über die etwa 20 Meter breite Brückenöffnung hinweg, knallte 3 Meter unter Gleisniveau gegen den gegenüber liegenden Brückenpfeiler um dann in dem etwa 4 Meter tiefen Wasser zu versinken. Die beiden folgenden Gepäckwagen kamen auf der Lokomotive zu liegen. Der folgende Reisezugwagen wurde an dem Gepäckwagen zertrümmert und der zweite Reisezugwagen schob sich auf das Wrack des ersten, so dass der erste Reisezugwagen sofort unter Wasser gedrückt wurde, wobei viele Reisende ertranken, vermutlich auch die 8 Vermissten, deren Leichen dann in den nahen Atlantik gespült wurden. Der dritte Reisezugwagen zerbrach: Der vordere Teil hing über die Brückenkante, der hintere blieb im Gleisbett stehen.
Die Zahl der Opfer wäre vermutlich höher gewesen, hätte es nicht eine sofortige ärztliche Versorgung gegeben: In den letzten Waggons des Zuges waren viele Ärzte, die sich auf der Rückreise vom sechsten Jahreskongress der American Medical Association in New York befanden. Auch von ihnen kamen allerdings sieben ums Leben.

## Folgen
Das nachfolgende Strafverfahren gegen den Lokomotivführer sprach ihm die Hauptschuld zu. Sein Verhalten wurde als grob fahrlässig eingestuft. Der Bundesstaat Connecticut verabschiedete als Konsequenz aus dem Unfall ein Gesetz, nach dem alle Züge vor einer zu öffnenden Eisenbahnbrücke halten mussten, das Lokpersonal die Überfahrbarkeit prüfen musste und es erst dann gestattet war, die Fahrt fortzusetzen.

## Wissenswertes
Unter den Überlebenden war auch Johann Gerhard Oncken, der Begründer der deutschen Baptistengemeinden, der sich auf einer Reise durch die USA befand.